# 하동 대곡리 오천정씨 정려각
하동 대곡리 오천정씨 정려각(河東 大谷里 烏川鄭氏 旌閭閣)은 대한민국 경상남도 하동군 옥종면 대곡리에 있는 조선시대의 정려각이다. 2009년 3월 12일 경상남도의 문화재자료 제461호로 지정되었다.

## 참고 자료
- 하동 대곡리 오천정씨 정려각 - 국가유산청 국가유산포털